# Centaurea golestanica
Centaurea golestanica — вид квіткових рослин айстрових (Asteraceae). Ендемік Ірану.